# St. Mariä Geburt (Baasem)

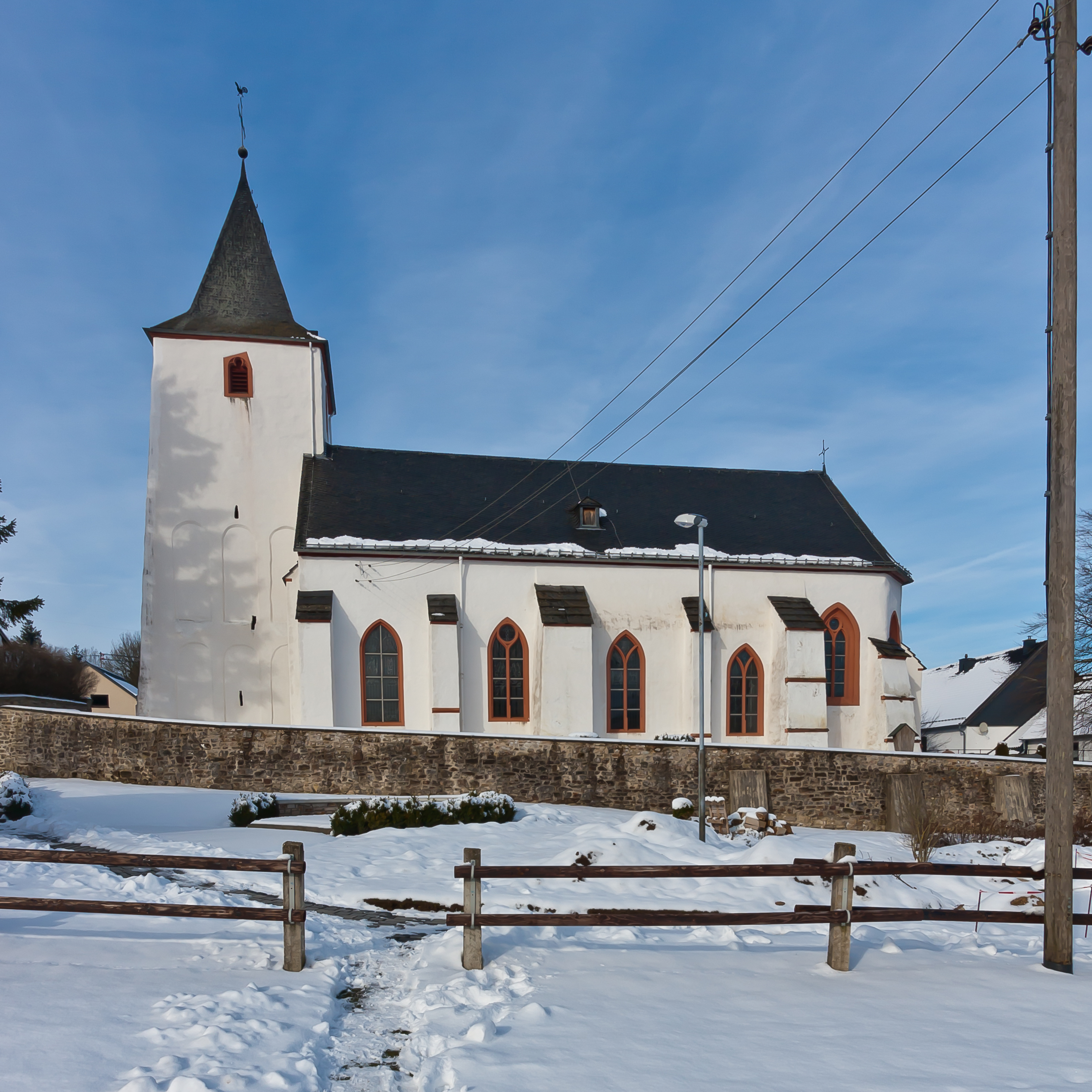
St. Mariä Geburt

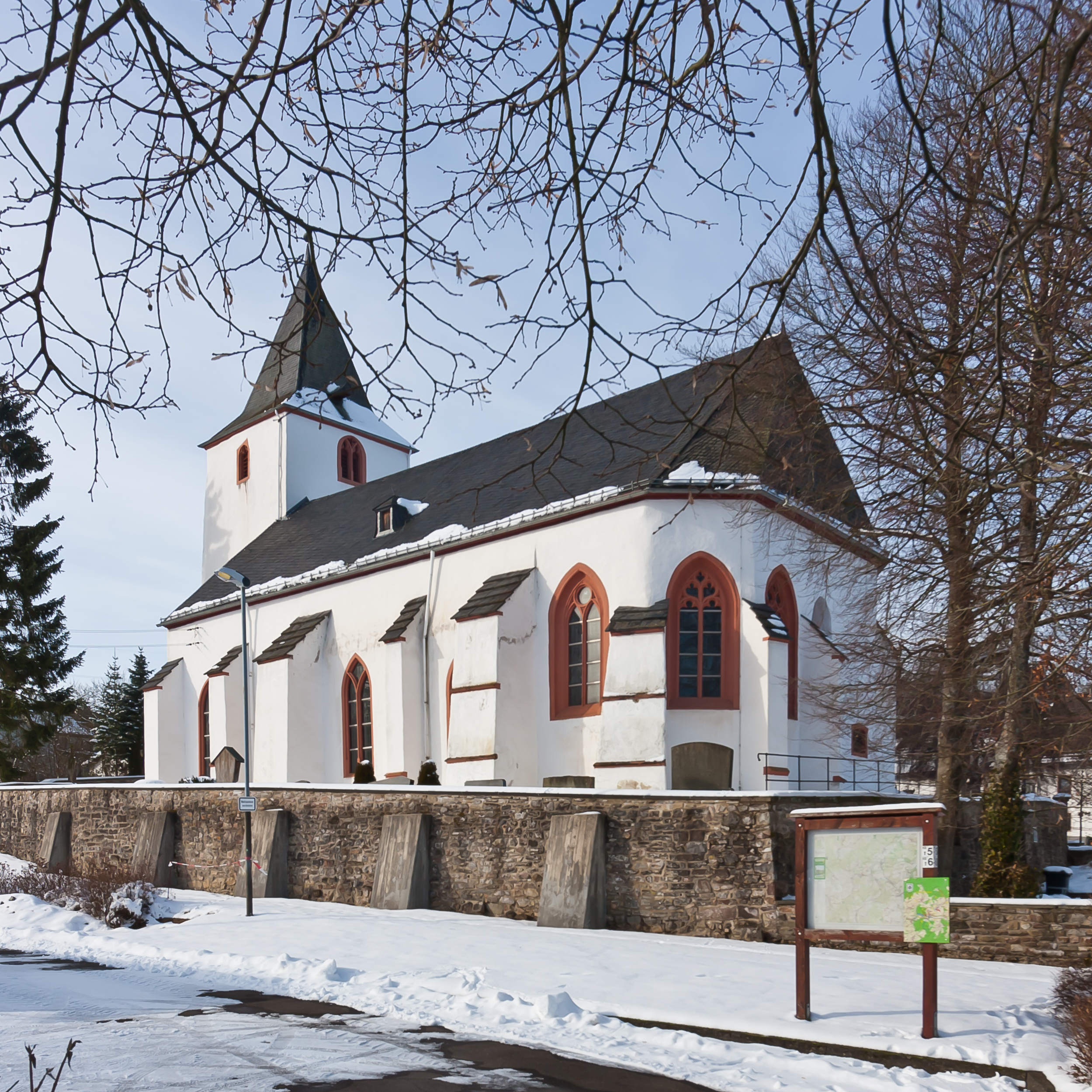
Seitenansicht

Die römisch-katholische Pfarrkirche St. Mariä Geburt ist ein denkmalgeschütztes Kirchengebäude in Baasem, einem Ortsteil der Gemeinde Dahlem im Kreis Euskirchen (Nordrhein-Westfalen). Die Gemeinde gehört zum Bistum Aachen. Eine Mariä-Geburt-Kirche ist der Mutter Jesu gewidmet, das Patrozinium ist das Fest Mariä Geburt, das am 8. September begangen wird. Die Kirche ist Teil der fünften Etappe des Jakobsweges von Blankenheim bis Kronenburg.

## Geschichte und Architektur
Erstmals wird zum Anfang des 14. Jahrhunderts eine Kapelle in Baasem bezeugt. Sie wurde 1486 zur Vikarie erhoben und stand unter dem Patronat der Herren von Kronenburg. Das Patronat ging 1539 auf die Grafen von Manderscheid-Schleiden über. Zur Pfarrkirche wurde St. Mariä Geburt 1659 erhoben.
Die zweischiffige spätgotische Hallenkirche von fünf Jochen steht in zentraler Ortslage. Sie wurde mit reichen Stern- und Netzgewölben auf je vier achteckigen und runden Pfeilern um 1500 erbaut. Zweischiffige Kirchen treten in der Eifel nur vereinzelt auf, so auch in der Nachbargemeinde Kronenburg. Der seltene Baustil wurde wohl von Kardinal Nikolaus Cusanus in die Region gebracht.
Das südliche Schiff schließt dreiseitig, das nördliche mit flachbogiger Apsis. Im Innenraum ruhen Stern- und Netzgewölbe auf schlanken, kapitelllosen Pfeilern; die Hauptschlusssteine sind skulptiert. Der Sakristeieinbau im Nordchor wurde 1890 nach einem Entwurf von Heinrich Wiethase ausgeführt. Im Laufe der Zeit wurde die Kirche mehrfach umgebaut, während des Zweiten Weltkrieges wurde sie stark beschädigt. Die Beschädigungen wurden zum großen Teil bis 1949 beseitigt. In den Jahren 1954 und 1955 wurde der Innenraum nach Befund gefasst. Der Unterbau des Turmes wurde wohl in romanischer Zeit, die Obergeschosse um 1559 errichtet. Der Turm ist ein Wehrturm, ihm ist eine geknickte Schieferpyramide aufgesetzt.

## Ausstattung

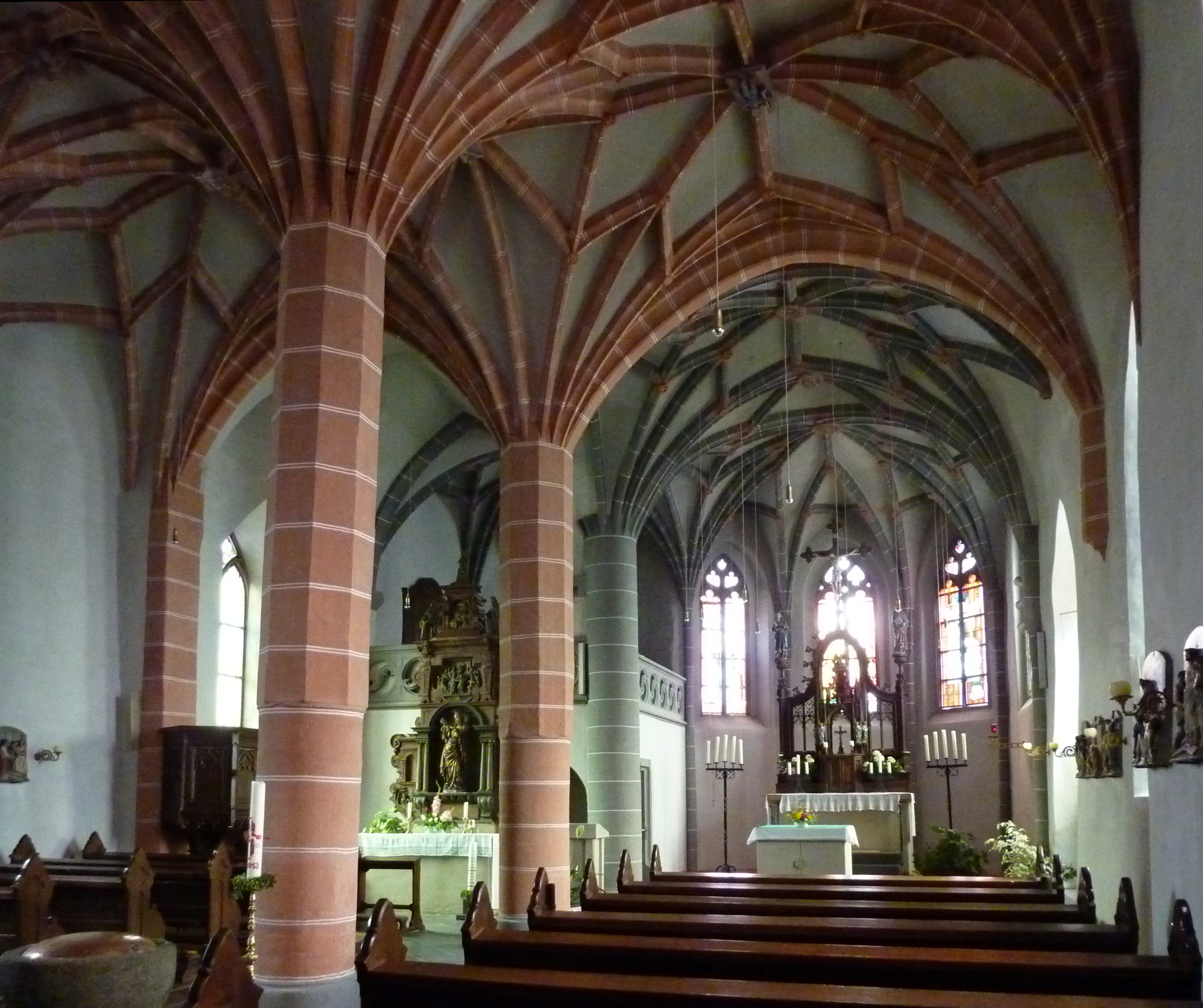
Innenraum

### Glocken
Das Geläut der Kirche bestand ursprünglich aus drei Glocken, die 1483, 1511 und 1732 gegossen wurden. 1942 wurden die Glocken beschlagnahmt, um sie für Kriegszwecke einzuschmelzen. Die beiden großen Glocken wurden bei der Abholung zerschlagen, die kleine Glocke wurde der Gemeinde 1947, allerdings mit einem Riss, zurückgegeben. Um das Geläut zu ergänzen, wurden 1949 in der Brockscheider Gießerei Mark zwei neue Glocken gegossen. 1976 wurde die alte Glocke durch eine neue, ebenfalls in Brockscheid gegossene, ersetzt, da sie nicht mit dem Klang der neuen Glocken harmonierte. Die alte Glocke ist Bestandteil des Fundus der Kirche.

### Marienaltar
Im nördlichen Schiff steht der Marienaltar aus rotem Sandstein mit einem dreigeschossigen Aufbau in Formen der Renaissance. Er wurde 1625 von zwei Kanonissen des Stiftes Essen gestiftet und ist mit S. F. signiert. Die in der Mittelnische stehende Muttergottesfigur wurde 1870 gestohlen und durch eine Kopie ersetzt. Oberhalb der Nische wird Jesus als junger Mann im Tempel gezeigt, wie er von vielen Menschen umgeben ist. Darüber befindet sich eine Darstellung vom Tode Mariens und rechts und links davon Figuren der Evangelisten Johannes und Matthäus. Das Relief an der linken Unterseite zeigt die Flucht nach Ägypten, das auf der rechten Unterseite die Suche des erschrockenen Elternpaares nach Jesus.

### Kirchenfenster
Bunte Kirchenfenster wurden 1893 in den Chorraum eingebaut, die ersten Motivfenster folgten 1910. Im Zweiten Weltkrieg wurden sämtliche Fenster zerstört. Es wurden zunächst schmucklose Fenster als Provisorium eingebaut. Danach fertigte die Kunstglaserei Derrix aus Kevelaer nach Entwürfen von Hubert Schaffmeister neue Bleiglasfenster. Die Fenster stellen folgende Szenen dar: die Arche Noah, den Propheten Moses (Moses schlägt Wasser aus dem Felsen), den Apostel Petrus, die Dreifaltigkeit, die Geburt Mariens, die Heiligen Donatus, Ruth und Elia, den Stammvater Abraham und die Erhöhung der ehernen Schlange in der Wüste. Das Fenster über dem Eingangsportal zeigt den wiederkehrenden Christus, das Kreuz und die Flamme. Es wurde von 1984 bis 1986 nach Entwürfen von Hubert Schaffmeister aus Antik- und Opalglas mit Blei- und Schwarzlot angefertigt. Die Stiftung Forschungsstelle Glasmalerei des 20. Jahrhunderts hat das Kirchengebäude zur flächendeckenden Erhebung von Glasmalereien in seine Untersuchungen aufgenommen.

### Sonstige Ausstattung
- Der neugotische Hochaltar wurde nach einem Entwurf von Wiethase gefertigt. Die damaligen Chorfenster blendeten stark und so wurde 1933 der Altar mit einer Sperrholzplatte hinterlegt. Die Platte wurde 1989 nach dem Einbau der neuen Fenster wieder entfernt.
- Der Taufstein wurde, nach einer Bezeichnung, 1559 aus einem römischen Werkstück, vermutlich einer Ölmühle, angefertigt.[13] Er wurde 1976 wieder in der Kirche aufgestellt. Ein neuer Taufstein wurde um 1885 von Wiethase entworfen, er steht derzeit an einem Pfeiler an der Westseite.[14]
- Die Orgel wurde 1964 von dem Orgelbaumeister Ernst Seifert aus Bergisch Gladbach aufgebaut. Sie besitzt 18 Register, zwei Manuale und Pedal. Die Orgelweihe war am 13. September 1964. Hauptamtlicher Organist und Chorleiter ist der Kirchenmusiker Friedbert Ströder, der auch Organist an der St. Hieronymus-Kirche in Dahlem musikalischer Leiter der Kleinen Cantorei Dahlem ist.[15]